# Paritamus variabilis
Paritamus variabilis är en tvåvingeart som först beskrevs av Pavel Lehr 1964.  Paritamus variabilis ingår i släktet Paritamus och familjen rovflugor. Inga underarter finns listade i Catalogue of Life.